# Большой Караман
Большой Караман — река в Саратовской области, левый приток Волги.

## Этимология
Название реки Большой Караман восходит к тюркскому слову кара — «чёрный», с добавлением гидронимического форманта -ман, которое участвует в образовании многих речных названий (например Малый Караман).

## География
Большой Караман берёт начало на отрогах Общего Сырта в восточной части Марксовского района чуть южнее села Яблоня (в XIX веке — хутора Еланский (Рудницкий) и Бабова). От истока течёт в юго-западном направлении, возле посёлка Степное принимает северо-западное. Русло реки в среднем и нижнем течении извилистое, берега преимущественно обрывистые. В устье у левого берега Волгоградского водохранилища между сёлами Усть-Караман и Красная Поляна образует с впадающим туда же с северо-восточной стороны Малым Караманом небольшой залив (2110-й километр течения Волги).
Длина Большого Карамана в периоды полноводья достигает 220 километров. Летом верховья реки пересыхают, и средняя протяжённость течения равна 195—198 километрам. Питание реки в основном снеговое и грунтовое. Площадь водосборного бассейна — 4260 км².

### Притоки
- Правые: Мечетка[7], Суслы.
- Левые: Нахой, Грязнуха.

### Населённые пункты
- Марксовский район: Яблоня, Суслы, Раскатово, Фурмановка, Луговское, Звонарёвка, Красная Поляна, Павловка.
- Фёдоровский район: Полеводино, Первомайское, Мариновка, Серпогорское, Фёдоровка, Воскресенка, Романовка, Пензенка, Чкалово, Калуга, Тамбовка.
- Советский район: Новолиповка, Степное, Советское.
- Энгельсский район: Липовка, Осиновка, Старицкое, Ленинское, Усть-Караман.

## Видео
- Большой Караман, заброшенные огороды (22 августа 2020 г.)
- Большой Караман, Степное — съёмка с квадрокоптера (7 августа 2018 г.)
- Степное, река Большой Караман (17 ноября 2017 г.)